# Soulful Dynamics

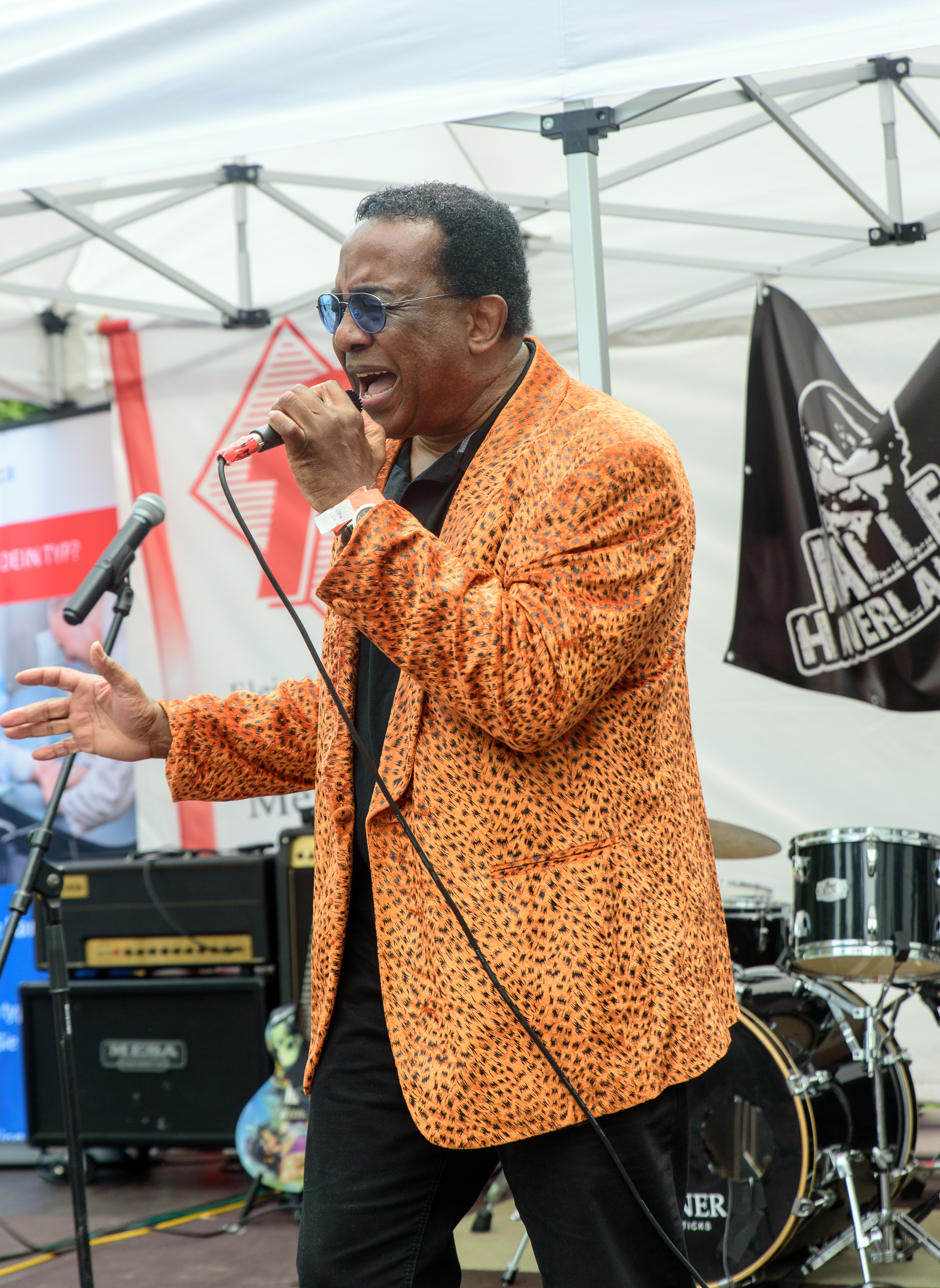
Ernest Clinton beim Bikers Blood for Help in Hamburg (2016)

Die Gruppe Soulful Dynamics wurde Mitte der 1960er Jahre unter dem Namen Dynamic Club gegründet und stammte aus Liberia.

## Geschichte

Etikett der Single Mademoiselle Ninette

1969 kamen sie nach Hamburg und gaben dort am Ende desselben Jahre mehrere Konzerte. Mit dem Ende 1969 erschienenen Titel Mademoiselle Ninette hatten sie ihren größten Hit. Weitere Chartplatzierungen hatten sie mit Saah-Saah-Kumba-Kumba und Coconuts from Congoville. Mit dem Konzept „lustige Popsongs vom schwarzen Kontinent“ hatten sie noch weitere Erfolge im deutschen Sprachraum. Die Band tourt noch heute unter der Leitung von Andy Anderson in veränderter Besetzung durch Deutschland und spielt besonders bei diversen Oldieveranstaltungen.
Andy Anderson leitet zudem seit 1994 den Gospelchor Pahlen in der schleswig-holsteinischen Gemeinde Pahlen.

## Mitglieder
- Emanuel Obedekah (Gesang)
- Frederik „Andy“ Anderson (Gitarre, Gesang)
- Ernest J. G. Clinton (Gitarre, Gesang)
- Manfred „Maxi“ Free (Gitarre)
- Benjamin „Ben“ Mason (Schlagzeug)
- Olu Igenuma (Keyboard)
- Molley Morgan (E-Bass, Percussions)

## Diskografie

### Weitere Singles
- Lady from Amsterdam 1973
- My Rockin’ Lady 1974
- Crying Man 1975
- Jungle People 1976
- Sugar Baby 1976
- Mirabelle, Shake Shake Shake 1977
- Wanna Love You 1977
- Did You See My Wife 1982

### LPs
- African Fire 1970
- Soulful Dynamics 1970
- Live im Studio 1973
- Jungle People 1977
- Soulful 1977